# ステファン・ロンチャル
ステファン・ロンチャル（Stefan Lončar、1996年2月19日 - ）は、モンテネグロ・ニクシッチ出身のサッカー選手。セルビア・スーペルリーガ・FKノヴィ・パザル所属。ポジションはMF。モンテネグロ代表。

## クラブ経歴
2014年8月16日、FKロヴチェンとの試合でプロデビュー。
2016年8月31日、FKラド・ベオグラードに移籍した。
2017年2月17日、FKスティエスカ・ニクシッチに復帰し、2017-18シーズンにはモンテネグロリーグ最優秀選手賞を受賞した。
2019年1月20日、デポルティーボ・アラベスへの移籍と、2019-20シーズンはNKイストラ1961にレンタルされることが同時に発表された。

## 代表経歴
2018年5月28日、ボスニア・ヘルツェゴビナ代表との親善試合でモンテネグロ代表デビューを果たした。